# Robert Luce

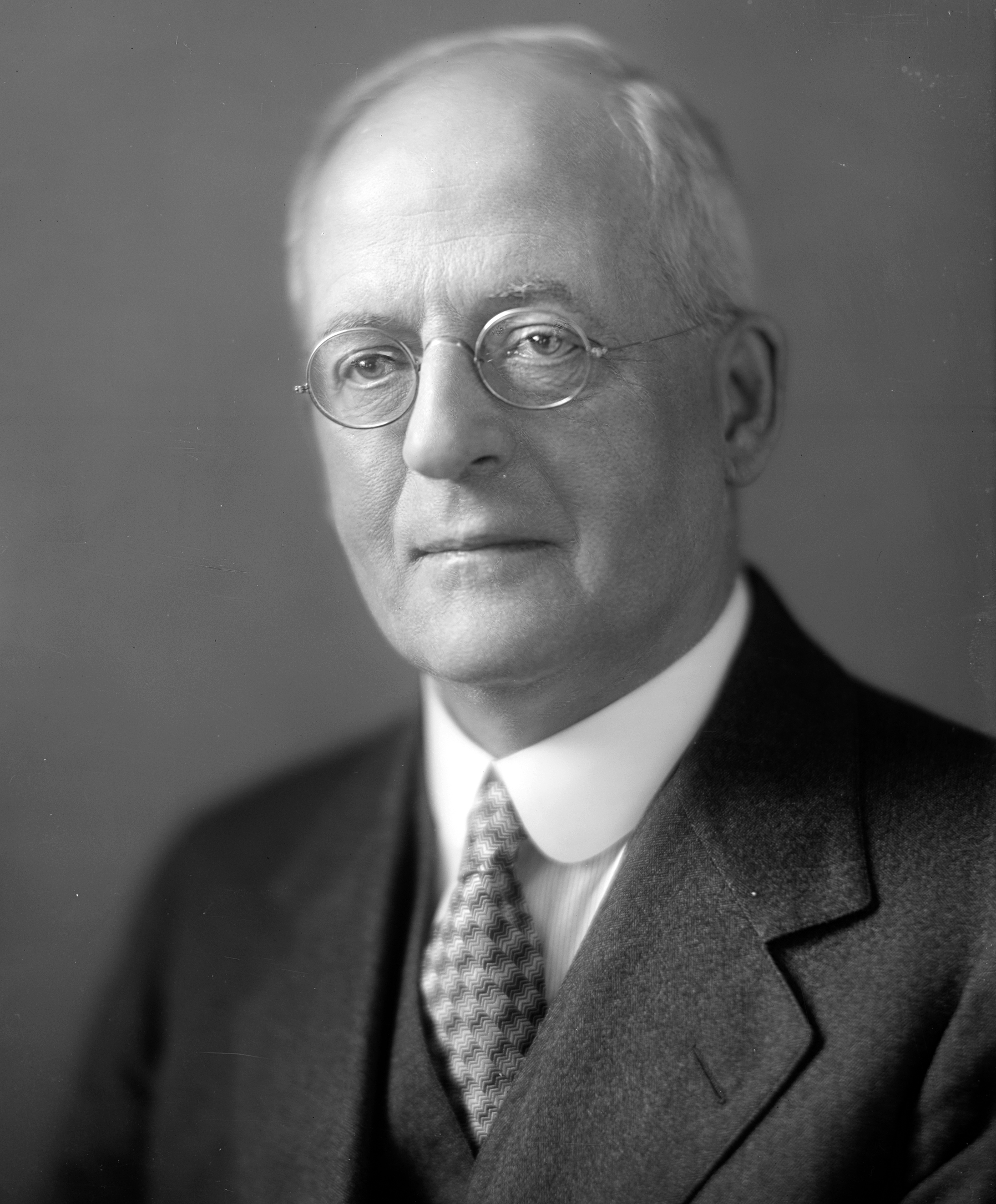
Robert Luce

Robert Luce (* 2. Dezember 1862 in Auburn, Maine; † 7. April 1946 in Waltham, Massachusetts) war ein US-amerikanischer Politiker. Zwischen 1919 und 1941 vertrat er zweimal den Bundesstaat Massachusetts im US-Repräsentantenhaus.

## Werdegang
Robert Luce besuchte die öffentlichen Schulen seiner Heimat und in Somerville. Danach studierte er bis 1882 an der Harvard University. Anschließend war er ein Jahr lang Lehrer an der Waltham High School. Danach wurde er im Journalismus tätig. Im Jahr 1888 gründete er das Luce’s Press Clipping Bureau in Boston und New York City, dessen Präsident er zeitweise war. Gleichzeitig schlug er als Mitglied der Republikanischen Partei eine politische Laufbahn ein. Im Jahr 1899 sowie zwischen 1901 und 1908 war er Abgeordneter im Repräsentantenhaus von Massachusetts. Nach einem Jurastudium und seiner 1908 erfolgten Zulassung als Rechtsanwalt begann er in diesem Beruf zu arbeiten – allerdings nicht intensiv. Im Jahr 1910 leitete er den regionalen Parteitag der Republikaner in Massachusetts. In den Jahren 1912 und 1913 war Robert Luce Vizegouverneur seines Staates; von 1914 bis 1919 gehörte er dem Pensionsausschuss für Lehrer in Massachusetts an. Außerdem war er von 1917 bis 1919 Mitglied einer Kommission zur Überarbeitung der Staatsverfassung.
Bei den Kongresswahlen des Jahres 1918 wurde Luce im 13. Wahlbezirk von Massachusetts in das US-Repräsentantenhaus in Washington, D.C. gewählt, wo er am 4. März 1919 die Nachfolge von William Henry Carter antrat. Nach sieben Wiederwahlen konnte er bis zum 3. Januar 1935 acht Legislaturperioden im Kongress absolvieren. Seit 1933 vertrat er als Nachfolger von Charles L. Underhill den neunten Distrikt seines Staates. Zwischen 1921 und 1923 war er Vorsitzender des Zweiten Wahlausschusses; von 1923 bis 1925 leitete er den Ausschuss, der für die Angelegenheiten der Veteranen des Ersten Weltkrieges zuständig war. Im Jahr 1919 wurde mit dem 19. Verfassungszusatz das Frauenwahlrecht bundesweit eingeführt. 1934 wurde Luce nicht mehr bestätigt.
Bei den Wahlen des Jahres 1936 wurde er dann aber im neunten Distrikt erneut in den Kongress gewählt, wo er am 3. Januar 1937 Richard M. Russell wieder ablöste, der zwei Jahre zuvor sein Nachfolger geworden war. Nach einer Wiederwahl konnte er bis zum 3. Januar 1941 zwei weitere Legislaturperioden im US-Repräsentantenhaus verbringen. Dort wurden damals weitere New-Deal-Gesetze der Bundesregierung unter Präsident Franklin D. Roosevelt verabschiedet, denen die Republikanische Partei eher ablehnend gegenüberstand. Im Jahr 1940 wurde Robert Luce nicht wiedergewählt. Nach dem Ende seiner Zeit im US-Repräsentantenhaus nahm er seine früheren Tätigkeiten wieder auf. Er starb am 7. April 1946 in Waltham.